# Церковь Святой Агнессы (Люблин)
Церковь Святой Агнессы (пол. Kościół św. Agnieszki) — приходская церковь католической архиепархии Люблина в Польше. Храм расположен на улице Калиновщизна. С 31 декабря 1966 года и 5 августа 1996 года является памятником архитектуры под номером А/139.

## История
Церковь святой Агнессы в Калиновщизне, которая теперь входит в состав города Люблин, была построена вместе с монастырем августинцев. Ранее на этом месте находилась деревянная часовня. Храм из дерева и кирпича был заложен в 1638—1647 годах. Алтарь был построен в 1646—1647 году. Свод украшен поздней ренессансной штукатуркой. Радужная аркада между алтарем и нефом была построена в 1648 году.
Во время войны со шведами церковь была разрушена. Первый камень в фундамент нового кирпичного храма был заложен в 1685 году. Строительство церкви проходило в несколько этапов. В 1692 году были возведены стены нефа, в 1693 году — передний фасад, в 1698 году — сводчатый неф и алтарь мастера.
В начале XVIII века пожар разрушил храм. Он был восстановлен в середине того же века. Церковь была освящена в 1760 году киевским епископом Каэтаном Солтыка. Во время Ноябрьского восстания сгорели крыша и колокольня. Церковь была восстановлена в 1833 году, а затем в 1874 году колокольня была построена на новом месте. В 1864 году августинцы утратили монастырь. В 1866 году церковь была преобразована в приходскую церковь святой Агнессы.

## Описание
Храм из кирпича и камня представляет собой базилику с небольшим нефом, полукруглой закрытой пресвитерией, со сводчатым потолком. В архитектуре представлены стили позднего ренессанса и барокко. Главный алтарь из дуба. В его верхней части находится картина с изображением святой Риты и Богоматери Утешительницы. Боковые алтари в проходах также сделаны из дерева. В задней части правого прохода находится алтарь в стиле барокко, над которым находится портрет святого Фомы, который ранее находился над главным алтарём. В левом проходе — алтарь святой Агнессы в стиле барокко. На левой стороне, в нефе расположен алтарь с образом Богоматери Неустанной Помощи, с правой стороны от алтаря — Распятие. Хоры размещены над органом, сделанным в 1896 году фирмой Бломберг.